# Juncos
Juncos és un municipi de Puerto Rico situat al centre-est de l'illa, també conegut amb els noms de La Ciudad del Valenciano i Los Mulos del Valenciano. Confina al nord amb els municipis de Carolina i Canóvanas; a l'est amb Las Piedras; al sud amb San Lorenzo i Las Piedras; i a l'oest amb San Lorenzo. Forma part de l'Àrea metropolitana de San Juan-Caguas-Guaynabo.
Juncos està dividit en 11 barris: Pueblo Norte, Pueblo Sur, Caimito, Ceiba Norte, Ceiba Sur, Gurabo Abajo, Gurabo Arriba, Lirios, Mamey, Valenciano Abajo i Valenciano Arriba. El nom del municipi es deriva de l'arbust de jonc, el qual abundava en els barris més humits de la zona. Fou fundat el 3 d'agost de 1797, sent governador interí de Puerto Rico Francisco Torralbo y Robles.